# 银屏山
银屏山，位于安徽省巢湖市，是巢湖市第一高峰。山名一说得名自山上一块银白巨石，一说得名自隆冬时节雪盖冰封的南侧峭壁。山上有仙人洞、银屏牡丹等景点。其中银屏牡丹已有1300多年历史，传说牡丹开花数量可以预测当年旱涝。银屏牡丹花被列为合肥市文物保护单位。